# Gaggenau Hausgeräte
A Gaggenau é uma marca alemã de electrodomésticos de luxo pertencente ao grupo BSH Hausgeräte. Fundada em 1683, a sua sede social situa-se em Munique, embora o nome Gaggenau provenha da cidade com o mesmo nome. A marca é especializada na projeção e produção de electrodomésticos de luxo.

## História
Fundada em 1683 em Gaggenau, na Floresta Negra alemã, por Luís Guilherme, Marquês de Baden-Baden, a empresa era uma forja que produzia martelos e pregos. Desde o início, as fábricas da Gaggenau fabricavam bens de consumo em metal. A empresa tornou-se rapidamente numa especialista em esmaltagem.
Entre o final do século XIX e o início do século XX, a Gaggenau expandiu as suas actividades para o fabrico de sinais, construção de bicicletas e fogões a carvão e a gás. Nas décadas seguintes, a produção foi cada vez mais orientada para o sector dos electrodomésticos de encastrar.
Em 1961, Georg von Blanquet assumiu as rédeas da Gaggenau, que se tornou uma marca de luxo de renome internacional. Em 1995, a empresa foi adquirida pela BSH Bosch-Siemens Hausgeräte e, desde então, é uma filial.

## Locais de produção
A fábrica de Lipsheim, em França, centro de competências em gás e vapor do grupo BSH. A unidade fabrica aparelhos de cozinha (fornos eléctricos, micro-ondas, fogões a gás e eléctricos) vendidos sob a marca Gaggenau. Algumas gamas de produtos (excluindo os aparelhos de cozinha) são montadas noutros locais de produção do Grupo BSH Hausgeräte.